# 中国驻巴塔总领事馆
中华人民共和国驻巴塔总领事馆（西班牙語：Consulado General de la República Popular China en Bata），简称中国驻巴塔总领事馆，是中华人民共和国派驻赤道几内亚巴塔的最高级别外交机构。领区包括大陆大区。

## 历史沿革
2013年5月13日，中华人民共和国与赤道几内亚政府达成在巴塔设立总领事馆的协议。2014年6月25日，驻巴塔总领事馆正式开馆。2024年10月30日，中国政府决定暂时关闭驻巴塔总领事馆。